# Abol Qassem Nadschm

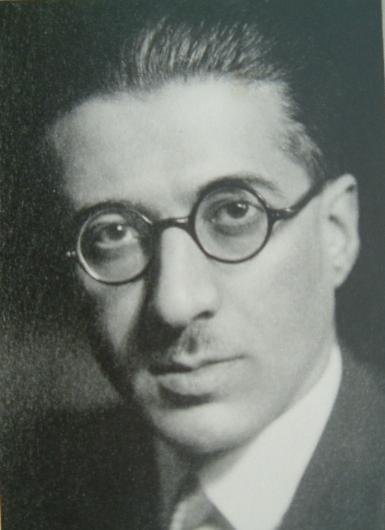
Abol Qassem Nadschm

Abol Qassem Nadschm (* 1892 in Teheran; † 19. Oktober 1981 ebenda) war ein persischer Botschafter.

## Leben
Abol Qassem Na´dschm war der Sohn von Mirza Mahmud aus Schiras. Nachdem Abol Qassem Nadschm verwaist war, wurde er von seinem Großvater mütterlicherseits, dem Astronomen Mirza Abdulqaffar Nadschm ol-Molk in Dar-ol Fonun adoptiert, der ihm Grundschulwissen lehrte und nach seiner Versetzung in den Ruhestand den Titel Nadschm ol-Molk (Stern des Landes) vererbte. Abol Qassem Nadschm studierte an der Tehran School of Political Sciences und trat 1912 in den auswärtigen Dienst.
1934, als er Botschafter in Berlin war, wurden über ihn angebliche Pläne von Mohammed Zahir Schah, seinen Staat in Iran umzubenennen, lanciert.
Von 1935 bis 1937 war er Botschafter in Paris. Von März 1940 bis Mai 1942 war er Botschafter in Tokio.
Von 1945 bis 1946 war er Finanzminister und Außenminister im Kabinett von Premierminister Ebrahim Hakimi. Am 23. Dezember 1945 brachte er im Madschles eine Gesetzesinitiative zur Gründung einer Landwirtschaftsbank und einer Landreform von Land aus dem Eigentum von Reza Schah Pahlavi ein. Beide Vorschläge fanden keine Mehrheit.

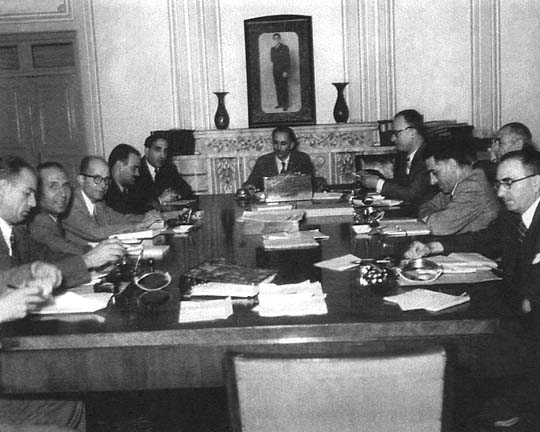
Tagung des Ausschusses für Mineralölfragen des Madschles am 26. Juni 1950, Abol Qassem Nadschm rechts am Rand des Fotoausschnittes

Von 1956 bis 1957 war er Gouverneur des mineralölreichen Chuzestan.